# Certaldo
Certaldo [tjer-], stad och kommun i storstadsregionen Florens, innan den 31 december 2014 provinsen Florens, Toscana, Italien, nära Florens. Kommunen hade 15 998 invånare (2018) och gränsar till kommunerna Barberino Val d'Elsa, Castelfiorentino, Gambassi Terme, Montespertoli, San Gimignano och Tavarnelle Val di Pesa. Ännu visas där det hus, i vilket Giovanni Boccaccio bodde och där han dog (1375).